# A Storm Foretold
A Storm Foretold er en dansk dokumentarfilm fra 2023 instrueret af Christoffer Guldbrandsen.

## Handling
Det er onsdag d. 6. januar 2021 i Amerikas Forenede Stater. Efter en vanvittig valgkamp, der har splittet landet, er de amerikanske kongresmedlemmer samlet i parlamentet på Capitol. De skal godkende valgresultatet og erklære Joe Biden som præsidentvalgets vinder. Samtidig, en kilometer derfra, taler den afgående Donald Trump. Tusinder af hans tilhængere er samlet. Magten er blevet stjålet, gentager Trump fra talerstolen. Han opfordrer folkemængden til at marchere mod Capitol for at protestere. Få timer senere er 5 dræbt og 141 sårede.

## Medvirkende
- Roger Stone
- Donald Trump
- Alex Jones